# Mario + Rabbids Kingdom Battle
Mario + Rabbids Kingdom Battle (マリオ＋ラビッツ キングダムバトル, Mario + Rabittsu Kingudamu Batoru) és un videojoc d'estratègia per torns, crossover de les sagues de Mario i Rabbids, desenvolupat i publicat per Ubisoft per a la Nintendo Switch. Va ser oficialment anunciat durant la conferència de premsa d'Ubisoft durant l'E³ del 2017, encara que es van revelar el títol i les imatges del joc van ser filtrades el 23 de maig de 2017.
El videojoc inclou tant modes per a un jugador com multijugador cooperatiu, la història porta a en Mario, els seus amics i una colla de Rabbids disfressats com ells, a solucionar el conflicte que ha ocasionat una sobtada invasió d'un grup de Rabbids, que han fet un mal ús d'un poderós invent que ha portat el caos al Regne Xampinyó. El videojoc va sortir a Europa i Amèrica del Nord el 29 d'agost de 2017 i ha rebut generalment bones crítiques elogiant la profunditat de la jugabilitat, els gràfics i la banda sonora, encara que difereixen amb el rendiment tècnic.

## Jugabilitat
La història del joc involucra tant modes cooperatius per a dos jugadors com per a un sol jugador, on els jugadors dirigeixen un equip de tres herois (Mario, Luigi, Princesa Peach i Yoshi de la sèrie Mario, i quatre Rabbids disfressats com els anteriors) per una sèrie de mons, on els personatges porten pistoles làser per acabar amb els enemics. Cada nivell del món consisteix en una sèrie de batalles que s'han de completar si es vol progressar en la història. Mentre que la exploració és possible fora de la batalla en cada món, hi ha algunes àrees que són inaccessibles si el jugador no resol un trencaclosques o hi torna després d'adquirir noves habilitats per interactuar amb l'entorn (com per exemple poder moure blocs). L'exploració inclou l'habilitat de recollir monedes, i obrir cofres que inclouen ítems que es poden utilitzar a les batalles o consultar-se després, normalment necessitant de completar un trencaclosques per ser completat, encara que el salt no és present en el joc, significant que els jugadors han de caminar on sigui possible i utilitzar tubs per arribar a certes àrees.
El combat es realitza en un format per torns, on cada costat tria per torns si moure's pel camp de batalla i disparar a un oponent. Durant el torn dels herois, els jugadors poden triar quin personatge moure primer, i moure'l on sigui tenint en compte el seu rang de moviment màxim, on el qual el personatge pugui marcar objectiu i disparar a l'oponent que es trobi dincs el seu rang. El joc permet cobrir-se que redueix la possibilitat de ser disparat (alguns la redueixen al 50%, mentre que alguns la redueixen al zero) així com el dany realitzat, depenent de quin objectiu s'estigui enfrontant el seu atacant; ambdós costats poden flanquejar els seus oponents que estan cobrint-se, mentre que les pròpies proteccions poden ser destruïdes en batalles posteriors. A part d'utilitzar armes, tant els personatges com els enemics poden utilitzar habilitats especials que els puguin ajudar en la batalla, incloent l'habilitat d'incrementar la seva defensa o curar qualsevol dany rebut, així com altres habilitats, que tenen un període de "refredament" determinat fins que es puguin utilitzar de nou. Els jugadors també poden desbloquejar la possibilitat que els personatges puguin ser llençats per un altre personatge, i permetre danyar a enemics irrompent sobre els mentre es pouen a un altre punt del camp de batalla. Les armes també permeten causar "efectes espacials" per reprimir a les seves víctimes. Efectes com la Tinta, que fan el personatge incapaç d'utilitzar el seu projectil o arma especial, o la Mel, que impedeix al personatge de moure's fins que s'acabi el torn a menys que un company el restauri saltant-hi a sobre mentre està equipat per una habilitat de desbloqueig. Altres efectes, com la Cremada, que força a la víctima a moure's incontrolablement a un espai diferent, tenen lloc quan els impacta un atac. Tant els herois com els enemics poden utilitzar aquests efectes especials per forçar l'oposició a altres opicions vulnerables (com per exemple sense poder-se cobrir).
Després que el jugador faci cert progrés a la història, podran accedir al castell de la Peach, que serveix com a punt de control on el jugador pot canviar quins personatges tenen en el seu equip, comprar nous models d'armes, consultar els col·leccionables trobats en el joc, i revisitar qualsevol món vist amb anterioritat, des de l'inici i a qualsevol etapa completada; altres parts del punt van disponibilitzant-se a mesura que el jugador avança en el joc. Noves armes, que varien en estadístiques, poden ser adquirides pels jugadors quan es tornen disponibles, amb monedes aconseguides amb exploració, batalles i en com el jugador completa cada etapa; com més bé ho faci cada jugador en la batalla, millor és el rang aconseguit en l'etapa. És possible desbloquejar armes utilitzant figures amiibo de la sèrie Mario. A part d'armes, els jugadors també poden millorar els personatges comprant noves tècniques utilitzant un arbre de tècniques, utilitzant punts d'estratègia aconseguits completant batalles obrint certs cofres al oc, fins a arribar a cert punt del joc. Aquestes millores inclouen l'habilitat de protegir un personatge d'un efecte especial santant-hi a sobre, reduint el nombre de torns que pren per esperar a utilitzar un atac, enfortint l'efectivitat d'un moviment, i augmentant els punts màxims de vídeo d'un jugador i la seva àrea de moviment.

## Argument
En Mario viatja al castell de la Princesa Peach on troba un vòrtex gegant flotant a sobre. Després de descobrir-lo, comencen a sortir-hi Rabbids. Per restaurar el Regne Xampinyó, que ha començat a "destruir-se" pels entremaliats Rabbids, al seu estat normal, en Mario s'alia amb Luigi, Princesa Peach, Yoshi i els herois Rabbids (disfressats de Mario i companyia) per destruir als enemics equipats amb armes.

## Contingut descarregable
Per als usuaris que van reservar el joc per la eShop van poder rebre de franc (després va sortir com a contingut descarregable de pagament) un "pixel pack" amb vuit noves armes per a cada personatge.
Ubisoft també planeja llançar DLCs mitjançant un pas de temporada. El primer paquet (disponible des de l'estrena del joc) inclou vuit armes secundàries "steampunk" amb estadístiques úniques. El segon paquet llançat el 17 d'octubre de 2017 va afegir nous nivells de desafiament tant per a un jugador com cooperatius. El tercer i últim pack sortirà el 16 de gener de 2018 i inclourà una expansió de la història així com un personatge nou. El 23 de novembre de 2017 va sortir a la eShop una edició Gold amb tot el pas de temporada.

## Desenvolupament
Mario + Rabbids Kingdom Battle està sent desenvolupada per Ubisoft Milan i Ubisoft Paris utilitzant el motor de videojoc propietari d'Ubisoft, Snowdrop. El creador d'en Mario, Shigeru Miyamoto, es va sorprendre amb el prototip d'un crossover entre Mario i Rabbids que li va ensenyar el director creatiu d'Ubisoft Milan, Davide Soliani, el 2014. Aquell prototip va ser creat en menys d'un mes. Miyamoto va sentir que el concepte era fàcil d'entendre que i que era refrescant veure en Mario col·locat en un gènere de joc que ell no havia anticipat. El desenvolupament del joc va començar a ser dirigit per Soliani un cop la idea va ser aprovada per Nintendo.
L'equip de desenvolupament d'Ubisoft va viatjar a l'estudi de Nintendo a Kyoto en diverses ocasions per assegurar-se el seu enteniment sobre l'univers Mario fos sòlid i per assegurar-se de la seva passa en un gènere que no havien cobert abans. El director d'art Mauro Perini va creure que era important capturar l'atmosfera dels videojocs de Nintendo, encara que també volien combinar els elements més bojos de l'univers Rabbids amb components existents d'en Mario. El productor Xavier Manzares volia que el joc oferís una experiència plena de profunditat i contingut estructurada de tal manera que el joc pugui ser jugat en sessions curtes. Ells sentien que aquest format era ideal per al sistema de Nintendo Switch que és capaç de portàtil i sobretaula alhora. El britànic compositor de música de videojocs Grant Kirkhope és l'encarregat de crear la banda sonora del joc.
Van començar a aparèixer rumors sobre aquest títol durant el novembre de 2016. Informació sobre Mario + Rabbids Kingdom Battle va ser filtrada sobre el joc el maig de 2017, anterior a l'anunci oficial a la conferència de premsa d'Ubisoft a l'E³ 2017 el 12 de juny de 2017. El joc està programat per sortir a la Nintendo Switch el 29 d'agost de 2017. També va sortir una edició de col·leccionista, que venia amb un CD, targetes i una figura de Mario Rabbid.

## Recepció
El joc compta amb una mitjana de 85% a Metacritic. Molts crítics han comparat el joc amb XCOM: Enemy Unknown.
Russ Frushtick de Polygon ha donat un 8 de 10 al joc argumentant que aquest "ofereix una experiència realment desafiant de tàctiques d'equip sense sortir de l'audiència per a tota la família de la saga Mario", però també diu que "no té el suficient nivell de cura d'un títol desenvolupat per Nintendo". Dan Stapleton de IGN ha donat al joc una puntuació "bona" de 7,7/10, donant com a aspectes bons la dificultat del videojoc, l'animació i "la varietat d'enemics", però ha criticat els premis per completar trencaclosques i "el sistema de progressions".
El joc ha estat mencionat per l'equip d'Ubisoft Milan com un "joc clau" per a l'estudi, ja que després de veure l'èxit comercial i de la crítica, l'estudi ha rebut deu vegades més propostes de feina que mai hagi tingut en la història.
Va debutar com a número dos a la llista de videojocs físics més venuts del Regne Unit. Va ser el joc físic més ben rebut a Austràlia durant la setmana fins al 3 de setembre. A data de setembre de 2017 Mario + Rabbids Kingdom Battle és el joc de Nintendo Switch més ben venut que no ha sigut publicat per Nintendo.
Mario + Rabbids Kingdom Battle ha estat nominat com a "millor videojoc d'estratègia" i "millor joc per a la família" a les The Game Awards 2017.